# Drillinge an Bord
Drillinge an Bord ist eine deutsche Filmkomödie von 1959 der Deutschen Film Hansa mit Heinz Erhardt und Trude Herr. Der Film brilliert durch eine für damalige Möglichkeiten höchst aufwendige Aufnahmeweise, durch die es gelang, alle drei durch Heinz Erhardt gespielten Figuren gleichzeitig in einer Szene auftreten zu lassen.

## Handlung
Heinz Bollmann gewinnt mit dem Lied Charming Boy, gesungen von Paul Kuhn, bei einem Schlagerwettbewerb. Seine Drillingsbrüder Eduard und Otto sind erbost, da Heinz dafür eine Melodie von Eduard (laut Otto hört sie sich aber stark nach einer Polka von Johann Strauss an) und eine Parfüm-Werbung Ottos als Text verwandt hatte. Heinz erhält als Preis eine Kreuzfahrt, an der seine Brüder auch teilnehmen wollen. Heinz geht, wie er glaubt, ohne seine Brüder an Bord. Diese schmuggeln sich aber auch aufs Schiff, was an Bord zu Verwechslungen führt. An Bord ist auch der Detektiv Fred Larsen mit seiner Verlobten Rita, die gleichzeitig auch seine Kollegin ist. Er ist der Einzige, der erkennt, dass es sich bei Heinz Bollmann in Wirklichkeit um Drillinge handelt, hält diese aber für ein gesuchtes Gangstertrio. Umgekehrt halten die wahren Gangster (Emilio, Mac und Bobo) Heinz Bollmann für einen Detektiv, der hinter ihnen her ist, werden aber durch dessen dreifache Existenz schier in den Wahnsinn getrieben und schließlich im Kühlraum des Schiffes dingfest gemacht. An Bord lernt Heinz seine Tischnachbarin Lady Zocker kennen und verliebt sich im Laufe des Films in sie.

## Kritiken
- Kurt Sieben, Film-Echo, Wiesbaden, 6. Januar 1960:

„Drillinge an Bord eines Ozeandampfers, wobei aber nur – und das ist der Clou der Angelegenheit – die Zuschauer im Kino darüber im Bilde sind, daß alle drei an Bord sind, während Gäste und Besatzung des Schiffes glauben, es immer nur mit ein und demselben zu tun zu haben – wenn das kein echter Lustspielstoff ist: Da gibt es Verwechslungen und peinliche Überraschungen am laufenden Band, ein ständiges Versteckspiel für die Ahnungslosen und Uneingeweihten, mit einem Wort eine tolle Verwirrung, die noch dazu kriminalistischen Charakter besitzt.
Drehbuchautor Gustav Kampendonk staffierte diesen Spaß und Ulk mit einer Fülle von witzigen Gags und grotesken Einfällen aus. Vielleicht hätte die Regie Hans Müllers aber noch quirliger und übermütiger sein können. Heinz Erhardt ist natürlich wieder ganz in seinem Fahrwasser und schafft die Darstellung der drei Gebrüder Bollmann sozusagen im Alleingang. So nebenbei teilt er die Pointen à la Erhardt aus. Ein Sonderlob gebührt dem Trickspezialisten, dem es zu verdanken ist, daß die Drillinge alias Heinz Erhardt multipliziert mal drei auch zusammen auf der – wie kann es anders sein – Breitwand erscheinen.
Ansonsten erreicht eigentlich nur Trude Herr sowohl an Leibesumfang als auch an komischer Begabung das Format von Heinz Erhardt. Die übrigen Darsteller – Peter Carsten, Ingrid van Bergen, Paul Dahlke und Ann Smyrner – sind mehr oder weniger nur Randfiguren, die sich mit Anstand ihrer bescheidenen Aufgabe entledigen. Bei groß und klein dürfte diese leichte, musikalisch flott unterlegte Unterhaltungskost Freude bereiten.“
- Lexikon des internationalen Films (CD-ROM-Ausgabe), Systhema, München 1997: „Ganz auf den Publikumsliebling abgestellte Komödie, jedoch nur streckenweise amüsant; tricktechnisch – an der Entstehungszeit gemessen – bemerkenswert geschickt.“

- Evangelischer Filmbeobachter (Kritik Nr. 34/1960): „Verwechslungsklamotte um und mit Heinz Erhardt in einer dreifachen Rolle. Notfalls ab 14 geeignet.“

## Sonstiges
Die Außenaufnahmen wurden an Bord der Hanseatic gemacht. Das Schiff selbst ist allerdings nur am Anfang im Hafen liegend für wenige Sekunden zu sehen; ansonsten ist im Film in Gesamtansichten nur ein Modellschiff zu sehen, das nur geringe Ähnlichkeiten mit der echten Hanseatic hat. Auf dem Freigelände des Filmateliers Göttingen hatte der Filmarchitekt Walter Haag für den Spielfilm Nacht fiel über Gotenhafen eine rotierende „Schaukel“ errichtet, auf welcher ein nachgebautes Schiffsdeck montiert war. Diese sogenannte „Haag-Schaukel“ kam auch bei Drillinge an Bord zum Einsatz. Die Außenaufnahmen der Oase entstanden in Elliehausen.
Der Kinostart des Films in der Bundesrepublik Deutschland war am 22. Dezember 1959, die deutsche Fernseh-Erstausstrahlung am 14. Juni 1969 im ZDF.